# Botaničnyj sad (metropolitana di Charkiv)
La stazione di Botaničnyj sad (Ботанічний сад, ), in russo Botaničeskij sad (Ботанический сад), è una stazione della metropolitana di Charkiv, sulla linea Oleksiïvs'ka.

## Storia
La stazione di Botaničnyj sad venne attivata il 21 agosto 2004, come parte al prolungamento da Naukova a 23 Serpnja della linea Oleksiïvs'ka.

## Strutture e impianti
Si tratta di una stazione sotterranea, con due binari – uno per ogni senso di marcia – serviti da una banchina ad isola.